# سمفونی شماره ۲ (شوستاکوویچ)
دیمیتری شوستاکوویچ سمفونی شماره ۲ خود را در سی ماژور نوشت.  این سمفونی اولین بار در ۵ نوامبر ۱۹۲۷ توسط ارکستر فیلارمونیک لنینگراد و گروه کر آکادمی کاپلا زیر نظر نیکولای مالککو اجرا شد. پس از اجرا، شوستاکوویچ تغییراتی در موسیقی انجام داد و نسخه نهایی برای اولین بار در سال ۱۹۲۷ در مسکو اجرا شد.   همچنین این اولین بار بود که نسخه ای از این اثر در مسکو پخش می شد.‌

## ساختار
ساختار سمفونی یک کار آزمایشی کوتاه (حدود ۲۰ دقیقه) در یک موومان است.
در این موومان چهار بخش وجود دارد که آخرین بخش آن شامل کر است. 
شوستاکوویچ در یک عزیمت مشخص از اولین سمفونی خود ، دومین مورد خود را با شیوه ای "موسیقی بدون ساختار عاطفی" ژست ، با هدف بازتاب الگوهای گفتار و حرکات بدنی به سبک نئو واقع گرایانه آهنگسازی کرد.

## ساز بندی
این سمفونی برای گروه کر مختلط (در قسمت پایانی) و ارکستر پیکولو، ۲ فلوت، ۲ ابوا، ۲ کلارینت، ۲ فاگوت، ۳ ترومپت، ۳ ترومبون، توبا، تیمپانی، مثلث، تله درام، باس درام نوازنده شده است.